# Brittany Broben
Brittany Broben (Benowa, 23 november 1995) is een Australisch schoonspringster. Ze nam tweemaal deel aan de Olympische Spelen (2012 en 2016) en won hierbij één zilveren medaille. 

## Biografie
In 2012 nam Broben op 16-jarige leeftijd een eerste maal deel aan de Olympische Spelen. Op de 10m-toren verzamelde Broben in de finale 366,50 punten. Met deze score behaalde ze de zilveren medaille, achter de Chinese Chen Ruolin. 

## Palmares

### 1 m plank
- 2011: 11e WK - 267,20 punten

### 10 m toren
- 2011: 17e WK - 263,95 punten
- 2012:  OS Londen - 366,50 punten